# Pertusaria lecanina
Pertusaria lecanina är en lavart som beskrevs av Tuck. Pertusaria lecanina ingår i släktet Pertusaria och familjen Pertusariaceae.   Inga underarter finns listade i Catalogue of Life.